# آریساکا
آریساکا (به ژاپنی: 有坂銃 Arisaka-jū) نام خانواده‌ای از تفنگ‌های نظامی ساخت ژاپن است. مدل ۹۹ آن تفنگ پنج‌تیری بود که که در جنگ جهانی دوم در ارتش ژاپن از آن استفاده می‌شد. توضیحات در مورد سلاح این تفنگ معمولا برای حملات ناگهانی و متکی به سرنیزه استفاده میشد،و کاربران اصلی آن گروه های استتاری ارتش ژاپن بودند که از این سلاح استفاده فراوانی میکردند.

## مشخصات اسلحه
کالیبر: ۵۰ × ۶٫۵ میلی‌متر
کشور سازنده: ژاپن
وزن: ۴٫۱۲ کیلوگرم
طول اسلحه: ۱۲۷۵ میلی‌متر
طول لوله: ۸۰۰ میلی‌متر
ظرفیت خشاب: ۵ فشنگ

## تاریخچه
ارتش ژاپن در سال ۱۸۹۴ تصمیم به ساختن اسلحه‌ای با کالیبر کوچکتر کرد تا جایگزینی برای اسلحه‌های موراتا سازد. سرهنگ ناریاکی آریساکا (Colonel Nariake Arisaka) رهبری گروهی را برای رسیدگی به این امر برعهده گرفت. اولین نمونه با نام آریساکا ۳۰ ساخته شد که به مناسبت سی امین سال امپراتوری مئی جی، این نام را به خود گرفت که مصادف بود با سال ۱۸۹۷ میلادی. این اسلحه در جنگ ژاپن و روسیه دچار مشکلی شد به همین دلیل نسخه ارتقا یافته آن با نام آریساکا ۳۸ در سال ۱۹۰۵ ساخته شد. عدد ۳۸ نیز در نام این مدل به سی و هشتمین سال امپراتوری مئی جی بازمی‌گردد.
در سال ۱۸۹۲ میلادی برای نیروی دریایی ژاپن مدل دیگری با نام آریساکا ۳۵ طراحی و ساخته شد که بعد از آمدن مدل ۳۸، این مدل جایگزین دو مدل قبلی گردید. این اسلحه با عملکرد گلنگدن است یعنی بعد از هر شلیک باید گلنگدن کشیده شود.

## نگارخانه

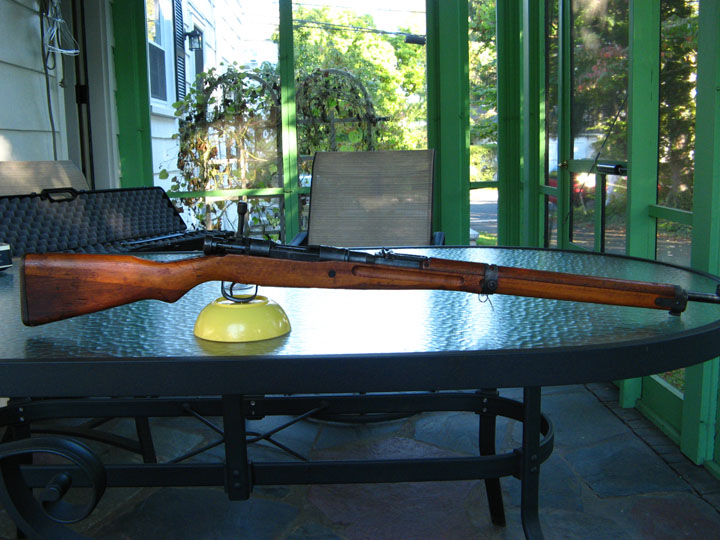
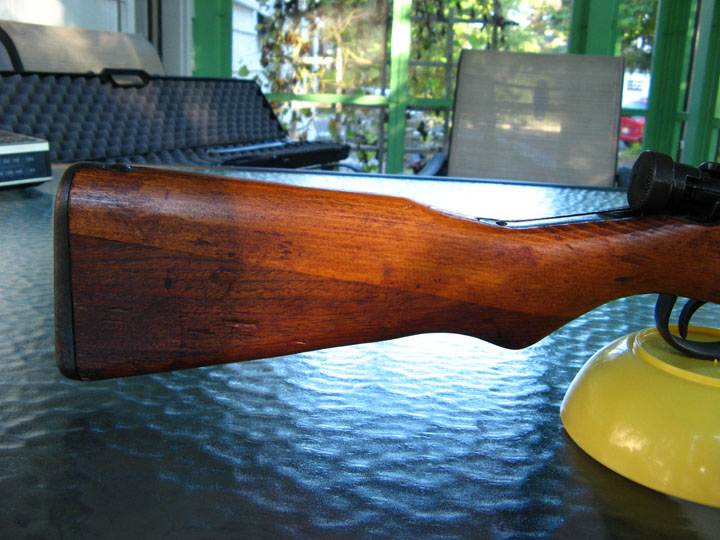
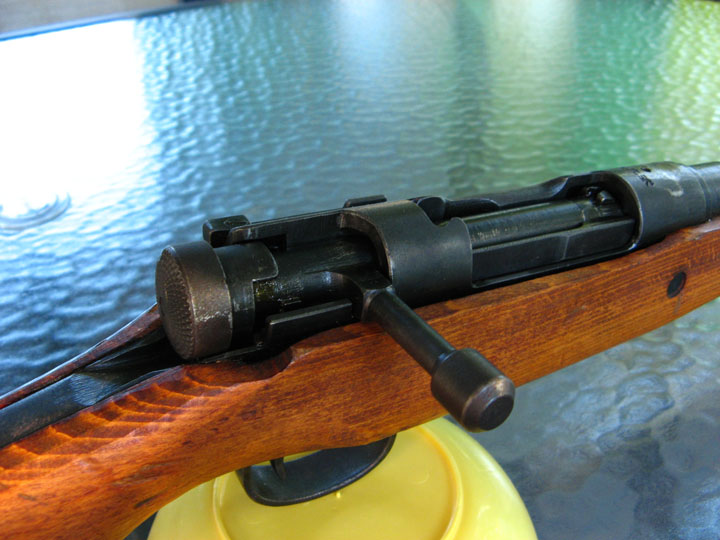
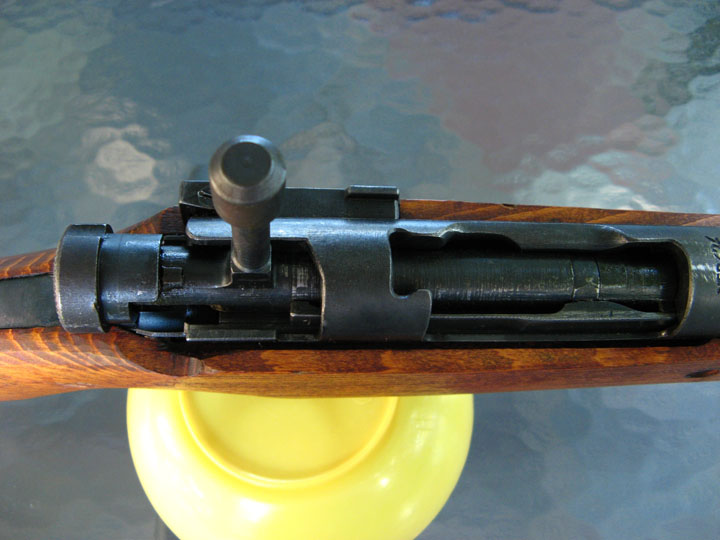
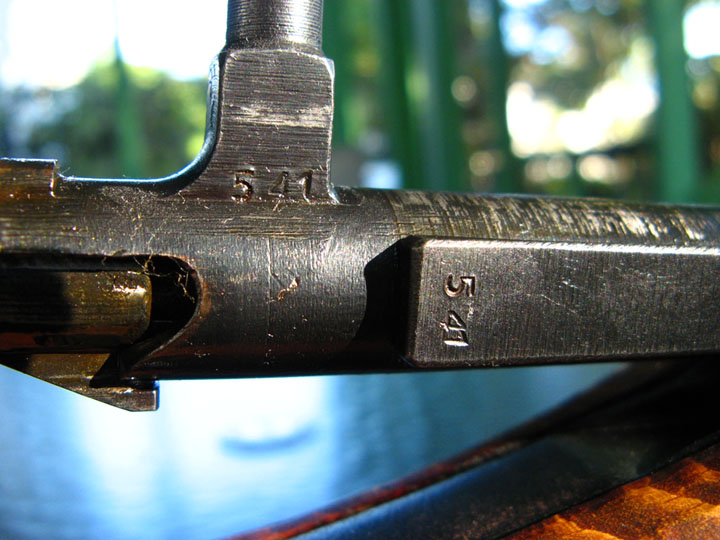
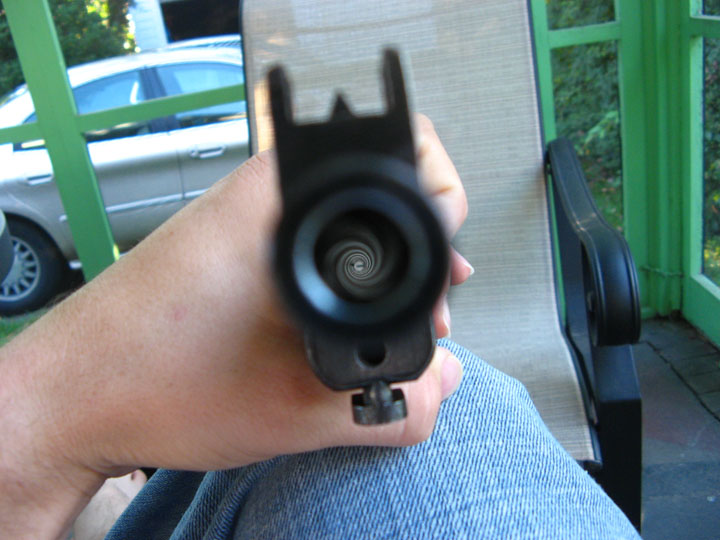
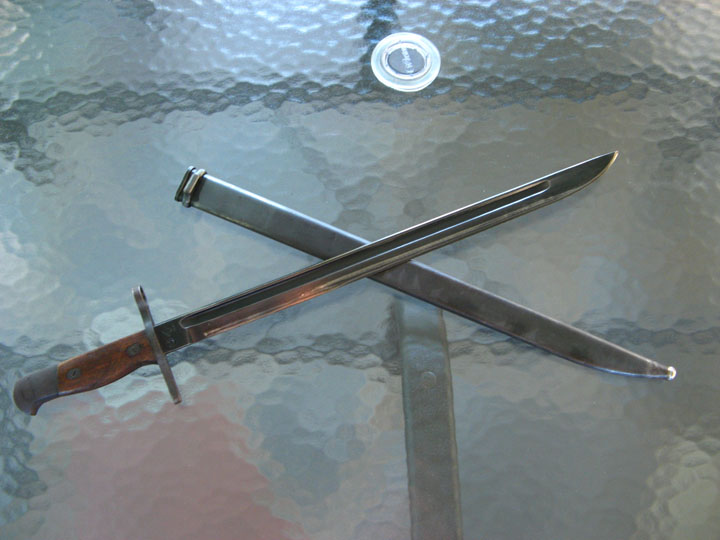
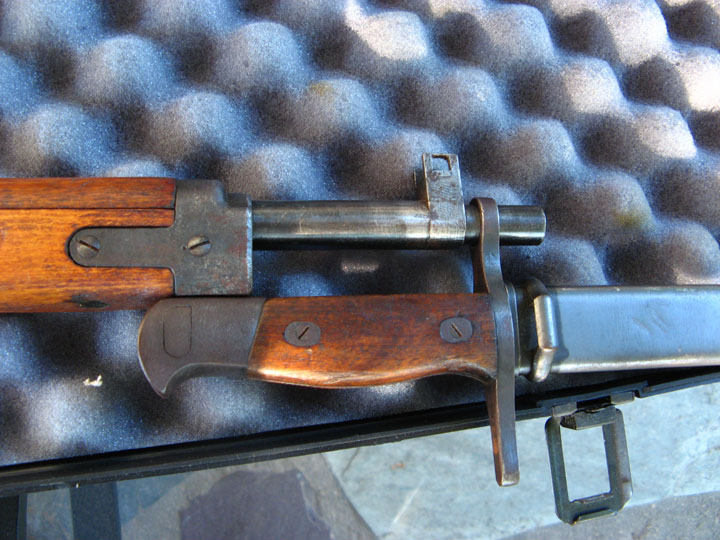